# Grand Prix Maďarska 2012
Grand Prix Maďarska 2012 (oficiálně Formula One Eni Magyar Nagydij 2012) se jela na okruhu Hungaroring v Budapešti v Maďarsku dne 29. července 2012. Závod byl jedenáctým v pořadí v sezóně 2012 šampionátu Formule 1.

## Kvalifikace
| Poř.                       | No. | Jezdec             | Konstruktér          | Časy v kvalifikaci | Časy v kvalifikaci | Časy v kvalifikaci | Pořadí na startu |
| Poř.                       | No. | Jezdec             | Konstruktér          | Q1                 | Q2                 | Q3                 | Pořadí na startu |
| -------------------------- | --- | ------------------ | -------------------- | ------------------ | ------------------ | ------------------ | ---------------- |
| 1                          | 4   | Lewis Hamilton     | McLaren-Mercedes     | 1:21.794           | 1:21.060           | 1:20.953           | 1                |
| 2                          | 10  | Romain Grosjean    | Lotus-Renault        | 1:22.755           | 1:21.657           | 1:21.366           | 2                |
| 3                          | 1   | Sebastian Vettel   | Red Bull-Renault     | 1:22.948           | 1:21.407           | 1:21.416           | 3                |
| 4                          | 3   | Jenson Button      | McLaren-Mercedes     | 1:22.028           | 1:21.618           | 1:21.583           | 4                |
| 5                          | 9   | Kimi Räikkönen     | Lotus-Renault        | 1:22.234           | 1:21.583           | 1:21.730           | 5                |
| 6                          | 5   | Fernando Alonso    | Ferrari              | 1:22.095           | 1:21.598           | 1:21.844           | 6                |
| 7                          | 6   | Felipe Massa       | Ferrari              | 1:22.203           | 1:21.534           | 1:21.900           | 7                |
| 8                          | 18  | Pastor Maldonado   | Williams-Renault     | 1:22.475           | 1:21.504           | 1:21.939           | 8                |
| 9                          | 19  | Bruno Senna        | Williams-Renault     | 1:22.271           | 1:21.697           | 1:22.343           | 9                |
| 10                         | 12  | Nico Hülkenberg    | Force India-Mercedes | 1:22.176           | 1:21.653           | 1:22.847           | 10               |
| 11                         | 2   | Mark Webber        | Red Bull-Renault     | 1:22.829           | 1:21.715           |                    | 11               |
| 12                         | 11  | Paul di Resta      | Force India-Mercedes | 1:21.912           | 1:21.813           |                    | 12               |
| 13                         | 8   | Nico Rosberg       | Mercedes             | 1:22.079           | 1:21.895           |                    | 13               |
| 14                         | 15  | Sergio Pérez       | Sauber-Ferrari       | 1:22.110           | 1:21.895           |                    | 14               |
| 15                         | 14  | Kamui Kobajaši     | Sauber-Ferrari       | 1:22.801           | 1:22.300           |                    | 15               |
| 16                         | 17  | Jean-Éric Vergne   | Toro Rosso-Ferrari   | 1:22.799           | 1:22.380           |                    | 16               |
| 17                         | 7   | Michael Schumacher | Mercedes             | 1:22.436           | 1:22.723           |                    | 17               |
| 18                         | 16  | Daniel Ricciardo   | Toro Rosso-Ferrari   | 1:23.250           |                    |                    | 18               |
| 19                         | 20  | Heikki Kovalainen  | Caterham-Renault     | 1:23.576           |                    |                    | 19               |
| 20                         | 21  | Vitalij Petrov     | Caterham-Renault     | 1:24.167           |                    |                    | 20               |
| 21                         | 25  | Charles Pic        | Marussia-Cosworth    | 1:25.244           |                    |                    | 21               |
| 22                         | 24  | Timo Glock         | Marussia-Cosworth    | 1:25.476           |                    |                    | 22               |
| 23                         | 22  | Pedro de la Rosa   | HRT-Cosworth         | 1:25.916           |                    |                    | 23               |
| 24                         | 23  | Narain Karthikeyan | HRT-Cosworth         | 1:26.178           |                    |                    | 24               |
| 107% času vítěze: 1:27.519 |     |                    |                      |                    |                    |                    |                  |
| Zdroj:                     |     |                    |                      |                    |                    |                    |                  |

## Závod
| Poř.   | No. | Jezdec             | Konstruktér          | Počet kol | Čas/Odstoupení | Pořadí na startu | Body |
| ------ | --- | ------------------ | -------------------- | --------- | -------------- | ---------------- | ---- |
| 1      | 4   | Lewis Hamilton     | McLaren-Mercedes     | 69        | 1:41:05.503    | 1                | 25   |
| 2      | 9   | Kimi Räikkönen     | Lotus-Renault        | 69        | +1.032         | 5                | 18   |
| 3      | 10  | Romain Grosjean    | Lotus-Renault        | 69        | +10.518        | 2                | 15   |
| 4      | 1   | Sebastian Vettel   | Red Bull-Renault     | 69        | +11.614        | 3                | 12   |
| 5      | 5   | Fernando Alonso    | Ferrari              | 69        | +26.653        | 6                | 10   |
| 6      | 3   | Jenson Button      | McLaren-Mercedes     | 69        | +30.243        | 4                | 8    |
| 7      | 19  | Bruno Senna        | Williams-Renault     | 69        | +33.899        | 9                | 6    |
| 8      | 2   | Mark Webber        | Red Bull-Renault     | 69        | +34.458        | 11               | 4    |
| 9      | 6   | Felipe Massa       | Ferrari              | 69        | +38.350        | 7                | 2    |
| 10     | 8   | Nico Rosberg       | Mercedes             | 69        | +51.234        | 13               | 1    |
| 11     | 12  | Nico Hülkenberg    | Force India-Mercedes | 69        | +57.283        | 10               |      |
| 12     | 11  | Paul di Resta      | Force India-Mercedes | 69        | +1:02.887      | 12               |      |
| 13     | 18  | Pastor Maldonado   | Williams-Renault     | 69        | +1:03.606      | 8                |      |
| 14     | 15  | Sergio Pérez       | Sauber-Ferrari       | 69        | +1:04.494      | 14               |      |
| 15     | 16  | Daniel Ricciardo   | Toro Rosso-Ferrari   | 68        | +1 kolo        | 18               |      |
| 16     | 17  | Jean-Éric Vergne   | Toro Rosso-Ferrari   | 68        | +1 kolo        | 16               |      |
| 17     | 20  | Heikki Kovalainen  | Caterham-Renault     | 68        | +1 kolo        | 19               |      |
| 18     | 14  | Kamui Kobajaši     | Sauber-Ferrari       | 67        | Hydraulika     | 15               |      |
| 19     | 21  | Vitalij Petrov     | Caterham-Renault     | 67        | +2 kola        | 20               |      |
| 20     | 25  | Charles Pic        | Marussia-Cosworth    | 67        | +2 kola        | 21               |      |
| 21     | 24  | Timo Glock         | Marussia-Cosworth    | 66        | +3 kola        | 22               |      |
| 22     | 22  | Pedro de la Rosa   | HRT-Cosworth         | 66        | +3 kola        | 23               |      |
| Ret    | 23  | Narain Karthikeyan | HRT-Cosworth         | 60        | Řízení         | 24               |      |
| Ret    | 7   | Michael Schumacher | Mercedes             | 58        | Technika       | 17               |      |
| Zdroj: |     |                    |                      |           |                |                  |      |

Poznámky
1. ↑  Kamui Kobajaši odstoupil ze závodu, ale byl klasifikován, protože odjel více než 90 % délky závodu.

## Průběžné pořadí po závodě
Pohár jezdců
|   | Pořadí | Jezdec           | Body |
| - | ------ | ---------------- | ---- |
|   | 1      | Fernando Alonso  | 164  |
|   | 2      | Mark Webber      | 124  |
|   | 3      | Sebastian Vettel | 122  |
| 1 | 4      | Lewis Hamilton   | 117  |
| 1 | 5      | Kimi Räikkönen   | 116  |

Pohár konstruktérů
|   | Pořadí | Konstruktér      | Body |
| - | ------ | ---------------- | ---- |
|   | 1      | Red Bull-Renault | 246  |
| 1 | 2      | McLaren-Mercedes | 193  |
| 1 | 3      | Lotus-Renault    | 192  |
| 2 | 4      | Ferrari          | 189  |
|   | 5      | Mercedes         | 106  |